# Carabus deuveianus
Carabus deuveianus is een keversoort uit de familie van de loopkevers (Carabidae). De wetenschappelijke naam van de soort is voor het eerst geldig gepubliceerd in 2006 door Cavazzuti & Casale.